# 1998 XR3
1998 XR3 är en asteroid i huvudbältet som upptäcktes 9 december 1998 av den japanska astronomen Takao Kobayashi vid Ōizumi-observatoriet.